# 胡表政
胡表政（1885年10月1日—1958年9月4日），原名胡文中，字表政，号次仙，越南作家。

## 生平
1885年10月1日，胡表政出生于鹅贡省平城村（今属同塔省）的一个农民家庭。幼时学汉文，后来先后在美湫省和西贡读法语中学读书，并接触到了国语字。1905年，经过考试，胡表政成为南圻帅府的一名记录员。后升为通译。1927年，升知县衔。1936年，升任督抚使。1937年退休。
1941年8月，胡表政被法国聘为印支联邦委员会议院顾问。八月革命后，法国在南越成立南圻自治共和国。1946年6月，阮文清在西贡组织傀儡政府时曾聘任胡表政担任顾问。随后，胡表政回乡隐居，不再参与政事。
1958年9月4日，胡表政在西贡富润郡逝世。

## 文学
胡表政擅长写叙事散文，他的作品大多以20世纪初殖民主义肆虐下的南部城镇和农村生活为题材，文章通俗、平实，对越南小说体裁的形成做出了贡献。
胡表政是越南国语字文学的开拓者之一。他一生创作了64部小说，12部短篇小说集，12齣喜剧和歌剧，5本诗集，28部批评考证著作，2部译著。
其主要作品有《人情冷暖》、《金钱》、《穷苦人家》等。